# Грасіас
Грасіас — маленьке місто в Гондурасі, засноване 1536 року. Є столицею департаменту Лемпіра.

## Історія
Слово gracias означає «дякую» іспанською. Легенда каже, що втомлені іспанські дослідники після тривалого шляху горами, прийшовши до місцини, де нині розташовано місто, сказали «Gracias a Dios hemos llegado a tierra plana», що означає «Дякувати Богові, ми дістались плоскої землі».
1544 року місто стало столицею регіону Аудієнсія де лос Конфінес. 1549 року столицю було перенесено до Антигуа, а Гондурас став провінцією в складі Генерал-капітанства Гватемала до 1821 року.

## Географія
Місто розташовано на висоті близько 800 метрів над рівнем моря. Клімат переважно має мусонний характер.